# 오늘밤 김제동
《오늘밤 김제동》은 KBS 1TV에서 월요일 밤 11시, 화요일 ~ 목요일 밤 10시 55분에 방송되었던 한국방송공사의 심야 시사 토크쇼 프로그램이다. 신설 전 가제는 《김제동 더 라이브》였다.

## 기획 의도
시민들의 눈높이에서 오늘의 이슈를 쉽고 재밌게 풀어나가는 색다른 포맷의 시사 토크쇼 프로그램.

## 방송 시간
| 방송 채널 | 방송 기간                          | 방송 시간                                                                         |
| --------- | ---------------------------------- | --------------------------------------------------------------------------------- |
| KBS 1TV   | 2018년 9월 10일 ~ 2018년 11월 29일 | 월요일 ~ 목요일 밤 11시 30분 ~ 12시 (30분)                                        |
| KBS 1TV   | 2018년 12월 3일 ~ 2019년 4월 11일  | 월요일 ~ 목요일 밤 11시 ~ 11시 40분 (40분)                                        |
| KBS 1TV   | 2019년 4월 15일 ~ 2019년 8월 29일  | 월요일 밤 11시 ~ 11시 40분 (40분) 화요일 ~ 목요일 밤 10시 55분 ~ 11시 35분 (40분) |

## 시청률
| 회차  | 방송 일자        | AGB 전국 시청률(증감치) |
| ----- | ---------------- | ----------------------- |
| 1회   | 2018년 9월 10일  | 2.8%                    |
| 2회   | 2018년 9월 11일  | 2.3%                    |
| 3회   | 2018년 9월 12일  | 2.4%                    |
| 4회   | 2018년 9월 13일  | 2.3%                    |
| 5회   | 2018년 9월 17일  | 3.3%                    |
| 6회   | 2018년 9월 18일  | 3.1%                    |
| 7회   | 2018년 9월 19일  | 3.2%                    |
| 8회   | 2018년 9월 20일  | 1.7%                    |
| 9회   | 2018년 9월 27일  | 1.8%                    |
| 10회  | 2018년 10월 2일  | 2.3%                    |
| 11회  | 2018년 10월 3일  | 2.1%                    |
| 12회  | 2018년 10월 4일  | 2.3%                    |
| 13회  | 2018년 10월 8일  | 2.1%                    |
| 14회  | 2018년 10월 9일  | 1.8%                    |
| 15회  | 2018년 10월 10일 | 2.4%                    |
| 16회  | 2018년 10월 11일 | 2.2%                    |
| 17회  | 2018년 10월 15일 | 3.6%                    |
| 18회  | 2018년 10월 16일 | 2.2%                    |
| 19회  | 2018년 10월 17일 | 2.1%                    |
| 20회  | 2018년 10월 18일 | 2.0%                    |
| 21회  | 2018년 10월 22일 | 2.9%                    |
| 22회  | 2018년 10월 23일 | 2.0%                    |
| 23회  | 2018년 10월 24일 | 2.3%                    |
| 24회  | 2018년 10월 25일 | 1.8%                    |
| 25회  | 2018년 10월 29일 | 2.9%                    |
| 26회  | 2018년 10월 30일 | 2.3%                    |
| 27회  | 2018년 10월 31일 | 2.6%                    |
| 28회  | 2018년 11월 1일  | 2.6%                    |
| 29회  | 2018년 11월 5일  | 2.9%                    |
| 30회  | 2018년 11월 6일  | 2.1%                    |
| 31회  | 2018년 11월 7일  | 2.4%                    |
| 32회  | 2018년 11월 8일  | 2.2%                    |
| 33회  | 2018년 11월 12일 | 2.5%                    |
| 34회  | 2018년 11월 13일 | 2.5%                    |
| 35회  | 2018년 11월 14일 | 2.2%                    |
| 36회  | 2018년 11월 15일 | 1.9%                    |
| 37회  | 2018년 11월 19일 | 3.4%                    |
| 38회  | 2018년 11월 20일 | 1.7%                    |
| 39회  | 2018년 11월 21일 | 2.6%                    |
| 40회  | 2018년 11월 22일 | 2.7%                    |
| 41회  | 2018년 11월 26일 | 2.5%                    |
| 42회  | 2018년 11월 27일 | 1.8%                    |
| 43회  | 2018년 11월 28일 | 2.2%                    |
| 44회  | 2018년 11월 29일 | 2.2%                    |
| 45회  | 2018년 12월 3일  | 4.3%                    |
| 46회  | 2018년 12월 4일  | 2.4%                    |
| 47회  | 2018년 12월 5일  | 4.1%                    |
| 48회  | 2018년 12월 6일  | 2.7%                    |
| 49회  | 2018년 12월 10일 | 4.5%                    |
| 50회  | 2018년 12월 11일 | 3.4%                    |
| 51회  | 2018년 12월 12일 | 4.0%                    |
| 52회  | 2018년 12월 13일 | 3.8%                    |
| 53회  | 2018년 12월 17일 | 5.2%                    |
| 54회  | 2018년 12월 18일 | 3.1%                    |
| 55회  | 2018년 12월 19일 | 4.0%                    |
| 56회  | 2018년 12월 20일 | 2.7%                    |
| 57회  | 2018년 12월 24일 | 5.0%                    |
| 58회  | 2018년 12월 25일 | 2.9%                    |
| 59회  | 2018년 12월 26일 | 3.3%                    |
| 60회  | 2018년 12월 27일 | 2.9%                    |
| 61회  | 2019년 1월 2일   | 4.1%                    |
| 62회  | 2019년 1월 3일   | 3.2%                    |
| 63회  | 2019년 1월 7일   | 3.9%                    |
| 64회  | 2019년 1월 8일   | 3.0%                    |
| 65회  | 2019년 1월 9일   | 3.4%                    |
| 66회  | 2019년 1월 10일  | 3.5%                    |
| 67회  | 2019년 1월 14일  | 4.5%                    |
| 68회  | 2019년 1월 15일  | 3.0%                    |
| 69회  | 2019년 1월 16일  | 2.6%                    |
| 70회  | 2019년 1월 17일  | 3.1%                    |
| 71회  | 2019년 1월 21일  | 4.3%                    |
| 72회  | 2019년 1월 22일  | 2.0%                    |
| 73회  | 2019년 1월 23일  | 4.1%                    |
| 74회  | 2019년 1월 24일  | 1.7%                    |
| 75회  | 2019년 1월 28일  | 4.4%                    |
| 76회  | 2019년 1월 29일  | 3.7%                    |
| 77회  | 2019년 1월 30일  | 3.0%                    |
| 78회  | 2019년 1월 31일  | 3.6%                    |
| 79회  | 2019년 2월 7일   | 3.7%                    |
| 80회  | 2019년 2월 11일  | 5.0%                    |
| 81회  | 2019년 2월 12일  | 3.9%                    |
| 82회  | 2019년 2월 13일  | 3.5%                    |
| 83회  | 2019년 2월 14일  | 3.4%                    |
| 84회  | 2019년 2월 18일  | 4.2%                    |
| 85회  | 2019년 2월 19일  | 3.1%                    |
| 86회  | 2019년 2월 20일  | 3.4%                    |
| 87회  | 2019년 2월 21일  | 3.8%                    |
| 88회  | 2019년 2월 25일  | 3.8%                    |
| 89회  | 2019년 2월 26일  | 2.8%                    |
| 90회  | 2019년 2월 27일  | 3.9%                    |
| 91회  | 2019년 2월 28일  | 4.0%                    |
| 92회  | 2019년 3월 4일   | 4.3%                    |
| 93회  | 2019년 3월 5일   | 3.9%                    |
| 94회  | 2019년 3월 6일   | 3.6%                    |
| 95회  | 2019년 3월 7일   | 2.9%                    |
| 96회  | 2019년 3월 11일  | 4.1%                    |
| 97회  | 2019년 3월 12일  | 3.6%                    |
| 98회  | 2019년 3월 13일  | 4.3%                    |
| 99회  | 2019년 3월 14일  | 3.6%                    |
| 100회 | 2019년 3월 18일  | 4.4%                    |
| 101회 | 2019년 3월 19일  | 3.5%                    |
| 102회 | 2019년 3월 20일  | 3.7%                    |
| 103회 | 2019년 3월 21일  | 3.0%                    |
| 104회 | 2019년 3월 25일  | 5.0%                    |
| 105회 | 2019년 3월 26일  | 2.8%                    |
| 106회 | 2019년 3월 27일  | 3.8%                    |
| 107회 | 2019년 3월 28일  | 3.9%                    |
| 108회 | 2019년 4월 1일   | 6.0%                    |
| 109회 | 2019년 4월 2일   | 3.0%                    |
| 110회 | 2019년 4월 3일   | 3.8%                    |
| 111회 | 2019년 4월 4일   | 2.5%                    |
| 112회 | 2019년 4월 8일   | 4.2%                    |
| 113회 | 2019년 4월 9일   | 2.9%                    |
| 114회 | 2019년 4월 10일  | 2.8%                    |
| 115회 | 2019년 4월 11일  | 2.9%                    |
| 116회 | 2019년 4월 15일  | 4.4%                    |
| 117회 | 2019년 4월 16일  | 2.6%                    |
| 118회 | 2019년 4월 17일  | 3.2%                    |
| 119회 | 2019년 4월 18일  | 3.2%                    |
| 120회 | 2019년 4월 22일  | 4.6%                    |
| 121회 | 2019년 4월 23일  | 3.1%                    |
| 122회 | 2019년 4월 24일  | 3.9%                    |
| 123회 | 2019년 4월 25일  | 3.3%                    |
| 124회 | 2019년 5월 1일   | 3.6%                    |
| 125회 | 2019년 5월 2일   | 3.2%                    |
| 126회 | 2019년 5월 7일   | 3.0%                    |
| 127회 | 2019년 5월 8일   | 3.7%                    |
| 128회 | 2019년 5월 13일  | 4.9%                    |
| 129회 | 2019년 5월 14일  | 3.6%                    |
| 130회 | 2019년 5월 15일  | 3.2%                    |
| 131회 | 2019년 5월 16일  | 3.0%                    |
| 132회 | 2019년 5월 20일  | 4.9%                    |
| 133회 | 2019년 5월 21일  | 3.8%                    |
| 134회 | 2019년 5월 22일  | 3.6%                    |
| 135회 | 2019년 5월 23일  | 4.6%                    |
| 136회 | 2019년 5월 27일  | 5.0%                    |
| 137회 | 2019년 5월 28일  | 2.6%                    |
| 138회 | 2019년 5월 29일  | 4.0%                    |
| 139회 | 2019년 6월 3일   | 4.4%                    |
| 140회 | 2019년 6월 4일   | 3.0%                    |
| 141회 | 2019년 6월 5일   | 4.6%                    |
| 142회 | 2019년 6월 6일   | 2.6%                    |
| 143회 | 2019년 6월 10일  | 4.5%                    |
| 144회 | 2019년 6월 11일  | 3.9%                    |
| 145회 | 2019년 6월 12일  | 4.1%                    |
| 146회 | 2019년 6월 13일  | 3.0%                    |
| 147회 | 2019년 6월 17일  | 4.9%                    |
| 148회 | 2019년 6월 18일  | 3.5%                    |
| 149회 | 2019년 6월 19일  | 4.2%                    |
| 150회 | 2019년 6월 20일  | 3.1%                    |
| 151회 | 2019년 6월 24일  | 4.1%                    |
| 152회 | 2019년 6월 25일  | 3.4%                    |
| 153회 | 2019년 6월 26일  | 3.5%                    |
| 154회 | 2019년 6월 27일  | 2.9%                    |
| 155회 | 2019년 7월 1일   | 4.1%                    |
| 156회 | 2019년 7월 2일   | 3.4%                    |
| 157회 | 2019년 7월 3일   | 3.4%                    |
| 158회 | 2019년 7월 4일   | 2.9%                    |
| 159회 | 2019년 7월 8일   | 4.4%                    |
| 160회 | 2019년 7월 9일   | 3.3%                    |
| 161회 | 2019년 7월 10일  | 3.8%                    |
| 162회 | 2019년 7월 11일  | 3.7%                    |
| 163회 | 2019년 7월 15일  | 4.0%                    |
| 164회 | 2019년 7월 16일  | 3.3%                    |
| 165회 | 2019년 7월 17일  | 4.2%                    |
| 166회 | 2019년 7월 18일  | 3.9%                    |
| 167회 | 2019년 7월 29일  | 3.9%                    |
| 168회 | 2019년 7월 30일  | 3.3%                    |
| 169회 | 2019년 7월 31일  | 3.6%                    |
| 170회 | 2019년 8월 1일   | 3.2%                    |
| 171회 | 2019년 8월 5일   | 3.9%                    |
| 172회 | 2019년 8월 7일   | 5.2%                    |
| 173회 | 2019년 8월 8일   | 3.7%                    |
| 174회 | 2019년 8월 12일  | 4.7%                    |
| 175회 | 2019년 8월 13일  | 4.5%                    |
| 176회 | 2019년 8월 14일  | 4.4%                    |
| 177회 | 2019년 8월 15일  | 3.2%                    |
| 178회 | 2019년 8월 19일  | 4.4%                    |
| 179회 | 2019년 8월 20일  | 4.6%                    |
| 180회 | 2019년 8월 21일  | 4.6%                    |
| 181회 | 2019년 8월 22일  | 4.9%                    |
| 182회 | 2019년 8월 26일  | 3.5%                    |
| 183회 | 2019년 8월 27일  | 3.1%                    |
| 184회 | 2019년 8월 28일  | 4.3%                    |
| 185회 | 2019년 8월 29일  | 3.3%                    |

## 논란
2018년 12월 4일 방송에서 '위인맞이 환영단'의 김수근 단장 인터뷰를 그대로 내보내면서 김정은 북한 국무위원장을 미화하였다는 논란에 휩싸였다. 해당 방송에서 김수근 단장은 "김정은 위원장이 겸손하고, 지도자의 능력과 실력이 있고, 지금 북한 경제발전이나 이런 모습을 보면서 정말 팬이 되고 싶었다", "박정희 전 대통령 이후에 박근혜 전 대통령도 대통령이 되고, 시진핑이나 푸틴은 20년 넘게 하는데 그럼 왜 거기는 세습이라고 이야기 안 하느냐"고 하였다. 리얼미터는 해당 논란이 확산된 12월 7일 문재인 대통령의 지지율이 소폭 하락하였다고 조사하였다. 나경원 자유한국당 원내대표는 12월 14일 자유한국당 의원들에게 《오늘밤 김제동》 출연과 인터뷰 등을 하지 말 것을 주문하였으며, 추후 당을 통하여 KBS에 《오늘밤 김제동》의 폐지를 정식 요청할 것이라고 밝혔다.
KBS의 제3노조로, 보수 성향으로 평가받는 KBS 공영노동조합은 2018년 12월 5일 성명을 통해 "공영방송 KBS가 보도할 내용이 맞는가. 마치 북한 중앙방송을 보고 있는 것 같았다"고 비판했다.
박대출 자유한국당 의원(국회 과학기술정보방송통신위원회)은 성명서를 내고 "김수근은 광화문 광장에서 김정은 찬양을 하는 사람이고 그런 사람을 국가 기간 방송이 인터뷰했다는 것은 국민의 재산을 이적행위에 쓰는 것"이라고 하면서 "KBS는 오늘밤 김제동은 시작 때부터 정치 편향 논란을 샀다. 더 방치할 수 없는 지경"이라며 "전파는 국민의 재산이다. 김제동 프로그램을 당장 폐지하라"고 말했다.
국회 자유한국당 과학기술정보방송통신위원회(간사 정용기) 의원들은 2018년년 12월 6일에 "KBS는 즉각 '오늘밤 김제동 프로그램'을 폐지하고 방송 프로그램 관계자를 중징계하라"며 "방송통신심의위원회도 '오늘밤 김제동'에 대한 즉각적인 심의와 징계에 착수하라"고 했다.
언론감시단체 미디어연대(공동대표 이석우,조맹기,황우섭 및 미디어모니터위원장 손형기)가 "헌법 위반 및 방송법 등을 위반했다"며 2018년 12월 7일 방송통신심의위원회에 제재조치 신청 접수하면서 "헌법의 민주적 기본질서 위반, 방송심의규정의 자유민주주의의 신장 및 공정성과 균형성 위반, 그리고 명예훼손 금지 위반 등의 내용을 버젓이 내보냈다"며 "국민이 주인인 방송에서 국가의 근본을 정면으로 부정하고 있다"고 지적하면서 "KBS는 북한 김정은과 문재인 정권의 어용방송 아닌가?"라며 "반국가단체인 북한 공산당(노동당)과 김정은 칭송은 엄연한 헌법 및 국가보안법 위반이다"고도 했다.
방송통신심의위원회는 2018년 12월 18일 제81차 방송심의소위 심의결과를 발표하면서 “사회적으로 관심이 큰 사안이기 때문에 방송 취지를 들을 필요가 있다”면서 "오늘밤 김제동 제작진으로부터 지난 12월 4일 방송된 ‘21세기 김정은 연가 울리나?’ 편에 대하여 '공영방송인 KBS에서 ‘김정은 위인맞이 환영단 단장’의 인터뷰를 내보낸 것이 적절했는지를 묻겠다'는 의견 진술 청취를 의결했다.
방송통신심의위원회(위원장 강상현)는 2019년 1월 21일 열린 전체회의에서 9명의 위원 중 6명이 '문제 없음'이란 결론을 내렸다. 소위원회에서 "해당 방송을 보고 갈 길을 잃은 주사파들의 '틈새전략'이란 생각이 들었다"고 밝혔던 심영섭 위원(여권 추천 인사)은 전체회의에선 "KBS 제작진은 제작의 자유를 누릴 권리가 있다"고 말하는 등 강상현 위원장, 허미숙 부위원장, 김재영·심영섭·윤정주·이소영 위원 등 여권 추천 인사 전원은 "프로그램 진행자와 패널이 북한체제를 찬양하는 특정인의 편을 들지도 않았고 이를 확대재생산하지도 않았다"며 '국가보안법'과 '방송심의규정'을 위반하지 않았다고 판단하면서 강상현 위원장은 "이번 논란은 손가락으로 달을 가리키면서 손가락을 얘기하는 것과 같다"며 "국민과 시청자가 궁금해하면 범죄자라도 인터뷰하는 게 언론인데, 방송 중 공산당이 좋다는 내용이 나왔다고 이를 문제삼는 건 옳지 못하다"고 했고 허미숙 부위원장과 윤정주 위원은 "김수근 '위인맞이환영단' 단장을 방송에 출연시킨 게 민주적 기본질서를 해쳤다고 볼 수 없고, 해당 프로그램이 김 단장의 의견에 동조한 사실도 없다"며 "언론의 자유와 제작의 자유를 보장해줘야 한다"고 했다.
반면 야권 추천 인사인 전광삼 상임위원과 이상로 위원은 "김수근 단장의 인터뷰 중 '정상적인 나라에서 공산당이 좋아요를 외칠 수 없나 확인하고 싶었다'는 말을 듣고 이 분이 국가보안법을 없애려 한다는 확신을 갖게 됐다"며 "이들에게 면죄부 대신 '관계자 징계'를 내려야 한다"고 했으며 전광삼 상임위원과 박상수 위원은 "KBS공영노동조합(위원장 성창경)이 양승동 KBS 사장과 책임자 전원을 국가보안법 위반 등으로 검찰에 고발한 사건이 있는 만큼 법원 판결이 나올 때까지 방송심의 의결을 보류하자"고 제안하면서 박상수 위원은 "김 단장은 통합진보당 소속 당원으로 활동한 전력이 있는 자"라며 "KBS가 지금처럼 체제를 부정하는 사람의 주장을 토론 주제로 내보낸다면 국민들의 외면을 받게 될 것"이라고 하면서 회의 내용에 불만을 품고 퇴장해 표결에 참여하지 않았다.
이에 대해 민원을 제기했던 언론시민단체 미디어연대(공동대표 이석우·조맹기·황우섭)는 공식 성명을 내고 "북한식 사회주의 선동에 면죄부를 준 방송통신심의위원들은 즉각 사퇴하라"고 했다.